# Fritz Döschner
Fritz Döschner (* 23. September 1935; † 27. März 2025) war ein Dresdner Fußballspieler. Für den SC Einheit Dresden spielte er in der DDR-Oberliga, der höchsten Spielklasse des DDR-Fußball-Verbandes.

## Fußball-Laufbahn
Fritz Döschner spielte bis Ende 1960 bei der Betriebssportgemeinschaft (BSG) Empor Tabak Dresden in der drittklassigen, ab 1955 viertklassigen Bezirksliga Dresden. Bis dahin sah er sich als Hobbyfußballer ohne größere Ambitionen. Dabei zeigte er aber Qualitäten, mit denen er sich im Dresdner Fußball einen guten Ruf erwarb. Nach einer Kampagne der Dresdner Bezirkszeitung Sächsische Zeitung unter der Schlagzeile „Alle sind aufgerufen“, mit der für eine Konzentration der besten Fußballspieler des Bezirkes beim SC Einheit Dresden geworben wurde und dem hartnäckigen Drängen seines Freundes, dem SC-Spieler Felix Vogel, fand sich Döschner bereit, ab 1961 für den SC Einheit in der Oberliga zu spielen. Die Oberligasaison 1961/62 lief wegen der Umstellung vom Kalenderjahr- auf den Sommer-Frühjahr-Rhythmus über 39 Spieltage. Döschner bestritt davon in der Regel als rechter Halbstürmer 38 und erzielte neun Tore. Am Saisonende musste der SC Einheit aus der Oberliga absteigen, 1966 wurde die Fußballsektion aus dem Sportclub herausgelöst und zur FSV Lokomotive Dresden umstrukturiert. Dies alles erlebte Döschner noch als aktiver Fußballspieler mit, erst 1970 zog er sich aus der ersten Mannschaft zurück. Bis 1973 spielte er, wieder als Freizeitfußballer, mit der zweiten Mannschaft der FSV Lok in der Bezirksliga.

## Berufsleben
Döschner hatte nach seiner Schulausbildung Klempner gelernt. Bis 1990 arbeitete er in der Dachklempnerei des Dresdner Volkseigenen Betriebes Technische Gebäudeausrüstung, zuletzt als Produktionsleiter. Er arbeitete unter anderem am Wiederaufbau der Dresdner Semperoper und des Dresdner Schlosses mit. Am 1. April 1991 gründete er die eigene Döschner GmbH Dresden, die sich ebenfalls hauptsächlich mit Dachklempnerarbeiten beschäftigt, inzwischen aber deutschland- und europaweit operiert. Sein Sohn Matthias Döschner, 40-facher DDR-Fußballnationalspieler, arbeitete zeitweise im Betrieb des Vaters mit.